# Гаревое
Гаревое — посёлок в Емельяновском районе Красноярского края. Административный центр Гаревского сельсовета.

## География
Посёлок находится в центральной части края, в пределах подтаёжно-лесостепного района лесостепной зоны, на берегах ручья Гаревой, на расстоянии приблизительно 48 километров (по прямой) к северу от посёлка городского типа Емельяново, административного центра района. Абсолютная высота — 299 метров над уровнем моря.
Климат
Климат характеризуется как резко континентальный, с продолжительной морозной зимой и коротким тёплым летом. Средняя температура воздуха самого тёплого месяца (июля) составляет 19 °C (абсолютный максимум — 38 °C); самого холодного (января) — −16 °C (абсолютный минимум — −53 °C). Продолжительность безморозного периода составляет в среднем 95 — 115 дней. Среднегодовое количество атмосферных осадков составляет 430—680 мм, из которых большая часть выпадает в летний период.

## Население
| 2010 |
| ---- |
| 488  |

Половой состав
По данным Всероссийской переписи населения 2010 года в гендерной структуре населения мужчины составляли 47,5 %, женщины — соответственно 54,5 %.
Национальный состав
Согласно результатам переписи 2002 года, в национальной структуре населения русские составляли 89 % из 617 чел.